# Anker Lund
Niels Anker Lund (24. februar 1840 i København – 27. september 1922 på Frederiksberg) var en dansk historiemaler.
Lund blev uddannet på Kunstakademiet fra 1858 til 1866. I 1880erne malede han adskillige altertavler, blandt andet det i Råbjerg Kirke. Større fortjeneste opnåede Lund i sin tid som kunstnerisk leder af dekorationsafdelingen på P. Ipsens Enkes terracottafabrik. Et højdepunkt blev Amsterdamvasen, der vandt 1. præmie på kunstindustriudstillingen i Amsterdam i 1877.

## Hæder
- 1868, Akademiet
- 1917, 1919, 1921, Ronge

## Ekstern henvisning og kilde
- Anker Lund på Kunstindeks Danmark/Weilbachs Kunstnerleksikon

- Wikimedia Commons har flere filer relateret til Anker Lund